# CONCACAF Women's World Cup Qualifying 2010
La CONCACAF Women's World Cup Qualifying 2010 è stata l'ottava edizione del massimo campionato nordamericano di calcio femminile, noto anche come CONCACAF Women's Gold Cup o CONCACAF Women's World Cup Qualifying Tournament, torneo internazionale a cadenza quadriennale organizzata dalla Confederation of North, Central America and Caribbean Association Football (CONCACAF) e destinato a rappresentative femminili dell'America del Nord, America centrale e regione caraibica. Il torneo, che nella sua fase finale ha visto confrontarsi otto nazionali, si è disputato in Messico tra il 28 ottobre e l'8 novembre 2010.
Il torneo ha funzionato anche da qualificazione al campionato mondiale di Germania 2011. La vincitrice e la seconda classificata si sono qualificate direttamente, mentre la terza classificata ha disputato lo spareggio UEFA-CONCACAF. La competizione ha determinato inoltre le nazionali CONCACAF qualificate al torneo di calcio femminile dei XVI Giochi panamericani di Guadalajara 2011.
Il Canada ha vinto il torneo per la seconda volta nella loro storia sconfiggendo in finale il Messico per 1-0.

## Stadi
| Cancún | Cancún                        | Cancún                      |
| ------ | ----------------------------- | --------------------------- |
| Cancún | Estadio de Béisbol Beto Ávila | Estadio Andrés Quintana Roo |
| Cancún | Capacità: 9 500               | Capacità: 18 844            |
| Cancún |                               |                             |

## Qualificazioni
Al torneo sono ammesse direttamente senza passare attraverso le qualificazioni gli Stati Uniti detentori del titolo, il Canada secondo classificato quattro anni prima e il Messico come paese ospitante.
Il processo di qualificazione si è disputato tra marzo e luglio 2010 con ventitre squadre partecipanti, 6 del Centro America e 17 dei Caraibi.

## Squadre partecipanti
| Pr. | Squadra           | Ente  | Partecipante in quanto                                    | Ultima presenza         |
| --- | ----------------- | ----- | --------------------------------------------------------- | ----------------------- |
| 1   | Messico           | NAFU  | Paese ospitante                                           | Stati Uniti 2006        |
| 2   | Stati Uniti       | NAFU  | Campione della CONCACAF Women's Gold Cup 2006             | Stati Uniti 2006        |
| 3   | Canada            | NAFU  | Seconda classificata nella CONCACAF Women's Gold Cup 2006 | Stati Uniti 2006        |
| 4   | Guatemala         | UNCAF | Vincitrice del triangolare A di qualificazione            | Stati Uniti 2000        |
| 5   | Costa Rica        | UNCAF | Vincitrice del triangolare B di qualificazione            | Canada-Stati Uniti 2002 |
| 6   | Trinidad e Tobago | CFU   | Vincitrice del gruppo F di qualificazione                 | Stati Uniti 2006        |
| 7   | Haiti             | CFU   | Vincitrice del gruppo G di qualificazione                 | Canada-Stati Uniti 2002 |
| 8   | Guyana            | CFU   | Vincitrice del play-off di qualificazione                 | Esordiente              |

## Fase a gruppi

### Gruppo A

#### Classifica
| Pos. | Squadra           | Pt | G | V | N | P | GF | GS | DR  |
| ---- | ----------------- | -- | - | - | - | - | -- | -- | --- |
| 1.   | Canada            | 9  | 3 | 3 | 0 | 0 | 12 | 0  | +12 |
| 2.   | Messico           | 6  | 3 | 2 | 0 | 1 | 9  | 5  | +4  |
| 3.   | Trinidad e Tobago | 3  | 3 | 1 | 0 | 2 | 4  | 4  | 0   |
| 4.   | Guyana            | 0  | 3 | 0 | 0 | 3 | 3  | 19 | -16 |

#### Risultati
| Arbitro: | Kari Seitz |

|  |           |              |
|  | Marcatori | 63’ Tancredi |

| Arbitro: | Yesli Sarai Rivas |

|                                                              |           |                           |
| Garza 2’, 45’ Dominguez 24’, 36’ (rig.), 67’, 79’ Worbis 59’ | Marcatori | 34’ El-Masri 39’ De Souza |

| Arbitro: | Sabina Charles-Kirton |

|                                                                  |           |  |
| Julien 15’ Sinclair 34’, 50’, 63’, 75’ Filigno 46’, 75’ Lang 90’ | Marcatori |  |

| Arbitro: | Irazema Aguilera |

|                         |           |  |
| Dominguez 45’ Lopez 58’ | Marcatori |  |

| Arbitro: | Gillian Martindale |

|              |           |                                                  |
| El-Masri 60’ | Marcatori | 11’ Cordner 25’ Belgrave 49’ Edwards 65’ Mascall |

| Arbitro: | Kari Seitz |

|  |           |                                      |
|  | Marcatori | 20’ Chapman 45’ Belanger 66’ Filigno |

### Gruppo B

#### Classifica
| Pos. | Squadra     | Pt | G | V | N | P | GF | GS | DR  |
| ---- | ----------- | -- | - | - | - | - | -- | -- | --- |
| 1.   | Stati Uniti | 9  | 3 | 3 | 0 | 0 | 18 | 0  | +18 |
| 2.   | Costa Rica  | 6  | 3 | 2 | 0 | 1 | 4  | 4  | 0   |
| 3.   | Haiti       | 3  | 3 | 1 | 0 | 2 | 1  | 8  | -7  |
| 4.   | Guatemala   | 0  | 3 | 0 | 0 | 3 | 0  | 11 | -11 |

#### Risultati
| Arbitro: | Quetzalli Alvarado |

|                |           |  |
| A. Venegas 51’ | Marcatori |  |

| Arbitro: | Carol Chenard |

|                                                |           |  |
| Buehler 9’ Wambach 15’, 45’, 62’ Rodriguez 40’ | Marcatori |  |

| Arbitro: | Dianne Ferreira-James |

|  |           |                             |
|  | Marcatori | 35’ Cruz 42’, 52’ Rodríguez |

| Arbitro: | Shane Da Silva |

|                                                                                       |           |  |
| Rodriguez 20’, 45’, 89’ Rapinoe 22’, 40’ Wambach 29’, 30’ Morgan 49’ Lloyd 58’ (rig.) | Marcatori |  |

| Arbitro: | Cardella Samuels |

|  |           |                 |
|  | Marcatori | 22’ Saintilmond |

| Arbitro: | Lucila Venegas |

|                                                       |           |  |
| Wambach 32’ (rig.) Cheney 69’ Averbuch 73’ Morgan 81’ | Marcatori |  |

## Fase a eliminazione diretta

### Tabellone
|  | Semifinali | Semifinali  | Semifinali |         |        | Finale          | Finale          | Finale          |  |
|  |            |             |            |         |        |                 |                 |                 |  |
|  | 1A.        | Canada      | 4          |         |        |                 |                 |                 |  |
|  | 1A.        | Canada      | 4          |         |        |                 |                 |                 |  |
|  | 2B.        | Costa Rica  | 0          |         |        |                 |                 |                 |  |
|  | 2B.        | Costa Rica  | 0          |         | Canada | Canada          | 1               |                 |  |
|  |            |             |            |         | Canada | Canada          | 1               |                 |  |
|  |            |             | Messico    | Messico | 0      |                 |                 |                 |  |
|  | 1B.        | Stati Uniti | Messico    | Messico | 0      | 1               |                 |                 |  |
|  | 1B.        | Stati Uniti |            |         |        | 1               |                 |                 |  |
|  | 2A.        | Messico     | 2          |         |        | Finale 3º posto | Finale 3º posto | Finale 3º posto |  |
|  | 2A.        | Messico     | 2          |         |        |                 |                 |                 |  |
|  |            |             |            |         |        |                 |                 |                 |  |
|  |            |             |            |         |        | Costa Rica      | Costa Rica      | 0               |  |
|  |            |             |            |         |        | Costa Rica      | Costa Rica      | 0               |  |
|  |            |             |            |         |        | Stati Uniti     | Stati Uniti     | 3               |  |

### Semifinali
Le vincitrici delle semifinali si sono qualificate per il campionato mondiale femminile di calcio 2011.
| Arbitro: | Shane Da Silva |

|                                                         |           |  |
| Bélanger 62’ Filigno 72’ Sinclair 75’ Cruz 90+3’ (aut.) | Marcatori |  |

| Arbitro: | Dianne Ferreira-James |

|           |           |                        |
| Lloyd 25’ | Marcatori | 3’ Domínguez 26’ Pérez |

### Finale terzo posto
La vincitrice della finale per il terzo ha preso parte allo spareggio UEFA-CONCACAF. 
| Arbitro: | Quetzalli Alvarado |

|  |           |                             |
|  | Marcatori | 17’ Cheney 33’, 50’ Wambach |

### Finale
| Arbitro: | Shane Da Silva |

|                     |           |  |
| Sinclair 53’ (rig.) | Marcatori |  |

## Statistiche

### Classifica marcatrici
8 reti
- Abby Wambach (1 rig.)

6 reti
- Christine Sinclair (1 rig.)
- Maribel Dominguez (1 rig.)

4 reti
- Jonelle Filigno
- Amy Rodriguez

2 reti
- Josée Bélanger
- Raquel Rodríguez Cedeño
- Mariam El-Masri

- Dinora Garza
- Lauren Cheney

- Carli Lloyd (1 rig.)
- Megan Rapinoe

1 rete
- Candace-Marie Chapman
- Christina Julien
- Kara Lang
- Melissa Tancredi
- Adriana Venegas
- Shirley Cruz

- Kayla De Souza
- Adeline Saintilmond
- Guadalupe Worbis
- Candance Edwards
- Dernell Mascall

- Kennya Cordner
- Rhea Belgrave
- Alex Morgan
- Rachel Buehler
- Yael Averbuch

autoreti
- Daniela Cruz (1, pro Canada)